# マルクトハイデンフェルト
マルクトハイデンフェルト (ドイツ語: Marktheidenfeld,  [marktˈha‿idn̩fɛlt]) は、ドイツ連邦共和国バイエルン州ウンターフランケン行政管区のマイン＝シュペッサルト郡に属す市である。本市はマルクトハイデンフェルト行政共同体の本部所在地であるが、この行政共同体には参加していない。

## 地理

### 位置
この小都市は、マインフィーアエック沿い、シュペッサルト山地の東側に位置している。地質学的にはシュペッサルト・ブンター統地域からフランケン平地のムシェルカルク地域への接合部にあたる。マインフィーアエックとマインドライエックとの間をマルクトハイデンフェルト平地と呼ぶこともある。市内の最高地点はミヒェルリート地区の北に位置するマーデンベルクの海抜 376 m、最低地点はマイン川沿いの海抜 142 m である。

### 市の構成
マルクトハイデンフェルトは、中核市区とその他の6つのシュタットタイル（市区）からなり、9つのジートルング（集落）に分けられる。
- アルトフェルト
- グラスオーフェン
  - アイヒェンフュルスト
- マリエンブルン
- マルクトハイデンフェルト
  - ハウナーミューレ
- ミヒェルリート
- オーベルヴィットバッハ
- ツィンメルン

ゲマルクング（伝統的な地籍区分）は、アルトフェルト、グラスオーフェン、マリエンブルン、マルクトハイデンフェルト、ミヒェルリート、オーバーヴィットバッハ、ツィンメルンである。

### 隣接する市町村
- トリーフェンシュタイン
- クロイツヴェルトハイム
- ショルブルン
- エッセルバッハ
- ハーフェンロール
- ローテンフェルス
- ノイシュタット・アム・マイン
- ローデン
- カルバッハ
- エルレンバッハ・バイ・マルクトハイデンフェルト

## 歴史

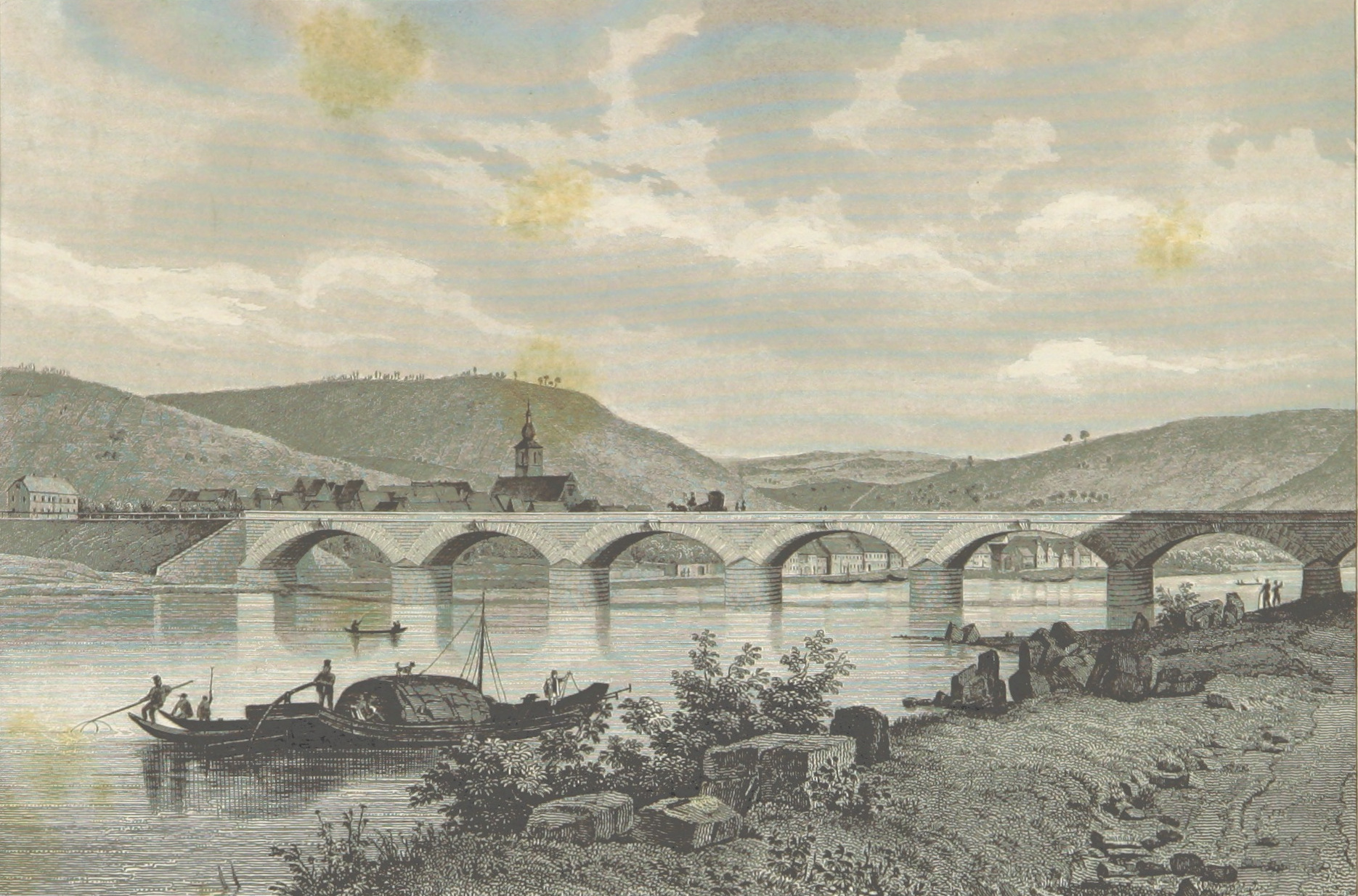
1947年に出版された銅版画に描かれたマルクトハイデンフェルト

ハイデンフェルトは、8世紀前半のフランク人による征服の時代に成立した。この集落は855年以前にすでにホルツキルヒェン修道院に属しており、この修道院はこの頃からフルダ修道院に属した。ヴェルトハイム伯は、ホルツキルヒェン修道院のフォークト（代官）として、13世紀末にハイデンフェルトの代官権も獲得した。マルクトハイデンフェルトは13世紀に初めて都市 („oppidum“) と記述されている。しかし1612年から確認できる „Marckflecken“（市場町）という呼び名の方が適切である。1522年から1530年までの間にヴェルトハイム伯領では（従ってマルクトハイデンフェルトでも）宗教改革がなされた。ヴュルツブルク - ヴェルトハイムのフェーデ（1599年から1617年）の後、1612年にハイデンフェルトはヴュルツブルクのレーエンとして回収され、司祭ヨハネス・モリトール（1576年 - 1639年）の下で対抗宗教改革が始まった。1632年から1634年まではスウェーデンが勝利したため短期間だけプロテスタント化されたが、その後この集落はヴュルツブルク司教領に属した。1649年に初めて "Marktheidenfeld" という表記が証明されている。これはやはりヴュルツブルク司教領に属すシュヴァインフルト近郊のハイデンフェルト修道院と区別するためであった。ヴュルツブルク司教領のこのアムトは、1803年に世俗化されてバイエルン大公領となり、1807年の領域問題解消条約でヴュルツブルク大公国に移されたが、1814年に大公国全体がバイエルン王国領となった。1814年にマルクトハイデンフェルトはホムブルク地方裁判所の所在地となった。これはマルクトハイデンフェルト地方裁判所の前身にあたる。バイエルンの行政改革に伴う1818年5月17日の第二次自治体令により市場町マルクトハイデンフェルトが成立した。

### 20世紀
マルクトハイデンフェルトは第二次世界大戦後、故郷を逐われた人たちの流入によって急速に発展し、1948年4月8日に市に昇格した。マルクトハイデンフェルト郡廃止に伴いこの街は、1972年7月1日に新設されたミッテルマイン郡に編入された。この郡は10か月後に、現在の「マイン＝シュペッサルト郡」に改名された。

### 市町村合併
1972年1月1日に、それまで独立した町村であったグラスオーフェンが合併した。ツィンメルンは1974年7月1日にこれに加わった。マリエンブルンは1975年1月1日に、アルトフェルトは（1972年7月1日に合併していたミヒェルリートおよびオーバーヴィットバッハとともに）1976年1月1日にこれに続いた。

## 住民

### 人口推移
1988年から2018年までの間にこの街の人口は、9,607人から11,194人に1,587人、約 16.5 % 増加した。
現在の市域にあたる人口の推移を示す。
- 1961年: 6,849 人
- 1970年: 8,364 人
- 1987年: 9,421 人
- 1991年: 10,207 人
- 1995年: 10,593 人
- 2000年: 10,803 人
- 2005年: 11,091 人
- 2010年: 10,901 人
- 2015年: 10,967 人
- 2016年: 11,126 人

中核市区および各市区の人口分布は以下の通りである（人口は2020年12月31日現在）。
| 市区                                 | 人口（人） |
| ------------------------------------ | ---------- |
| マルクトハイデンフェルト（中核市区） | 9,173      |
| アルトフェルト                       | 792        |
| グラスオーフェン                     | 462        |
| マリエンブルン                       | 352        |
| ミヒェルリート                       | 532        |
| オーバーヴィットバッハ               | 165        |
| ツィンメルン                         | 454        |

2020年12月31日時点では、中核市区に 9,173人 (76.9 %)、その他の市区には 2,757人 (23.1 %) が住んでいる。合計の人口は 11,930人である。
マルクトハイデンフェルトの住民の年齢構成は以下の通りである。
- 18歳以下: 1,805人 (15 %)
- 19歳以上、65歳未満: 7,343人 (62 %)
- 65歳以上: 2,782人 (23 %)

### 宗教
マルクトハイデンフェルトにおける宗教分布は以下の通りである（2015年12月31日現在）。
- ローマ＝カトリック: 5,471人 (47 %)
- 福音主義: 2,685人 (23 %)
- その他の宗教または無宗教: 3,483人 (30 %)

## 行政

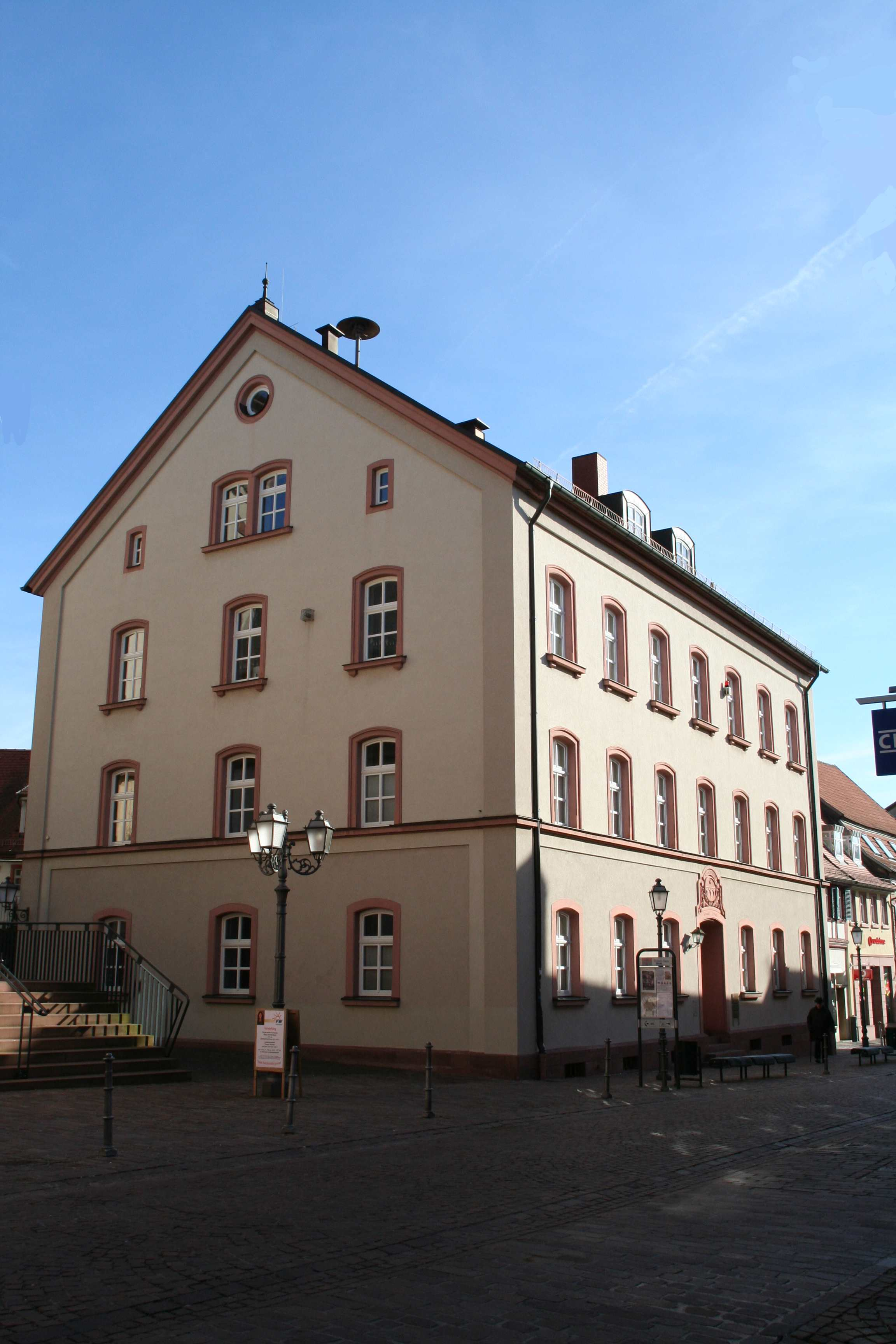
マルクトハイデンフェルト市庁舎

### 首長
2020年5月1日からトーマス・シュタム（無所属、CSU推薦）が市長を務めている。彼は2020年3月15日の選挙で 76.54 % の票を獲得して市長に選出された。それ以前は2008年5月1日から2020年4月30日までヘルガ・シュミット＝ネーダー (Freie Wähler) が市長を務めていた。

### 議会
マルクトハイデンフェルトの市議会は24議席からなる。

### 姉妹都市
この街は、以下の都市と姉妹都市関係にある。
- モンフォール＝シュル＝ム（フランス語版、英語版）（フランス、イル＝エ＝ヴィレーヌ県）1988年
- ポビエジスカ（ポーランド語版、英語版）（ポーランド、ヴィエルコポルスカ県）2007年

この他に、アメリカ合衆国オハイオ州のジャーマンタウンと緊密な友好関係を築いている。

### 紋章
図柄: 銀地。青い波の上に石積みの4連アーチで構成された赤い橋。その上に5つの突起を持つ青い星が載っている。
この紋章は1883年から用いられている。

### 税収
2018年の税収は、1849.9万ユーロで、このうち 725.6万ユーロが産業税であった。

## 経済と社会資本

### 公共施設・機関
- マルクトハイデンフェルト市当局
- マルクトハイデンフェルト行政共同体の運営機関
- ロート・アム・マイン税務署の支署
- マイン＝シュペッサルト郡役場の支所（自動車登録局、郡青年部、州の健康保健局、郡建設局）
- 北バイエルン・アウトバーン管理局の支所
- マルクトハイデンフェルト警察監査局
- 消防団（マルクトハイデンフェルト、アルトフェルト、グラスオーフェン、マリエンブルン、ミヒェルリート、ツィンメルン）

### 交通

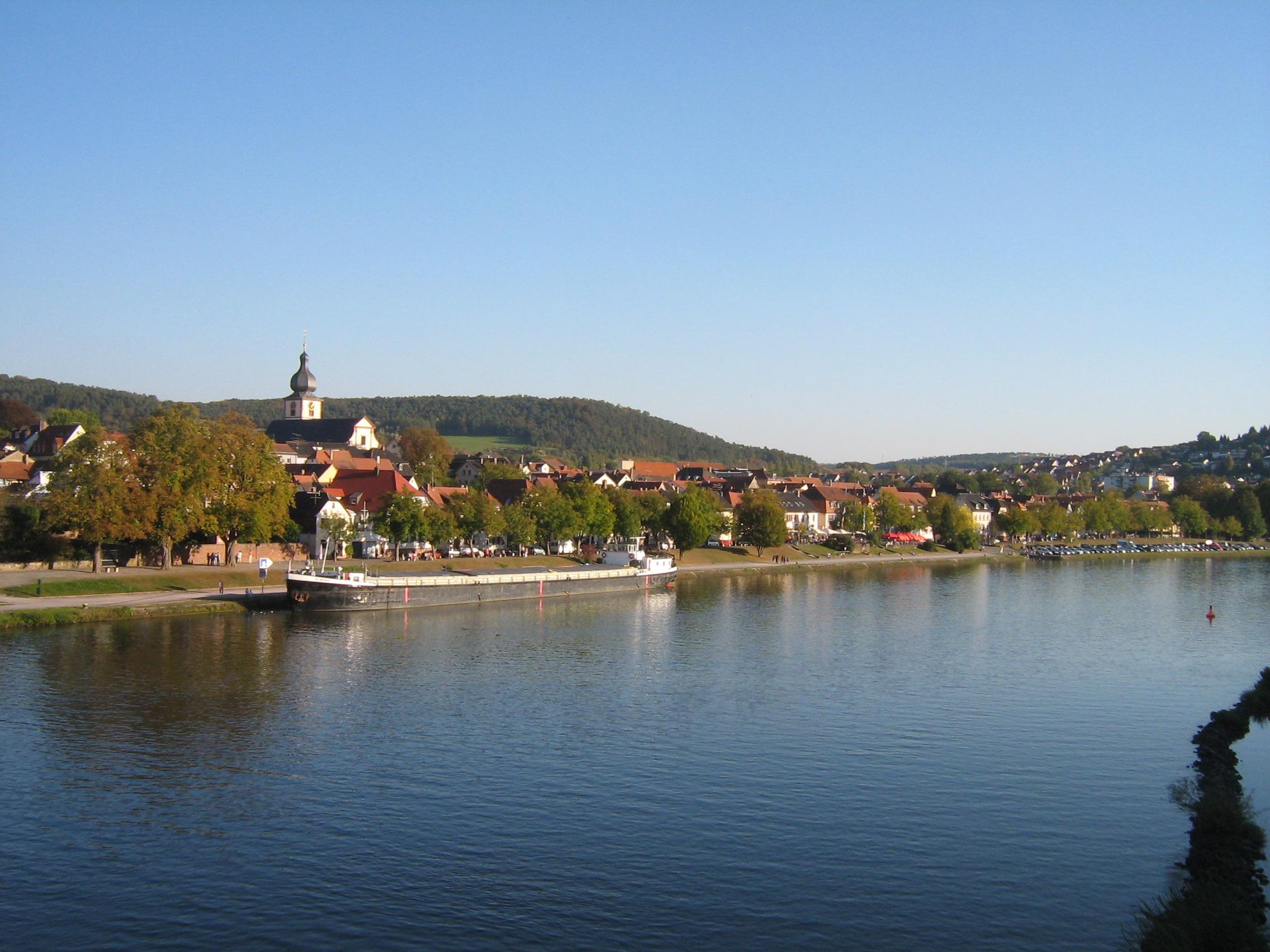
マルクトハイデンフェルトとマイン川

水路: マイン川は一級連邦水路であり、アシャッフェンブルク水路・航行局の管轄下にある。
道路: 連邦アウトバーン A3号線ニュルンベルク - フランクフルトが東西に通っており、南北に走る州道 2299号線および2315号線を横切っている。市域を通る連邦道 B8号線はアウトバーンへの接続道路として機能している。
公共旅客近郊交通: マインフランケン交通連盟の稠密に発展したバス路線網がこの街と周辺地域とを結んでいる。市内は市バスが北路線と南路線を運行している。両路線はいずれも乗り合いバスターミナルを起点および終点としている。2010年の利用客は3万人を超えた。
アルトフェルト地区にはグライダー飛行場がある。
鉄道: ロール・アム・マイン - ヴェルトハイム線は、1881年10月1日にバイエルン邦有鉄道によって開業した路線で、マイン川の対岸を走り、駅も対岸側にあった。マルクトハイデンフェルトの駅は、起点から終点までの間で最大の駅であった。路線自体は単線であったが、マルクトハイデンフェルト駅は、貨物の大規模な積み込みホームを持つ貨物駅が併設されており、7路線を備えていた。ロール市駅とヴェルトハイムとの間の旅客営業は1976年5月30日に廃止された。現在は、かつての鉄道路線の多くの部分がマインタール自転車道として活用されている。

### 金融
- マイフランケン・ヴュルツブルク貯蓄銀行
- マイン＝シュペッサルト・ライフアイゼン銀行 eG（農業信用金庫）
- ハイポフェラインスバンク・ユニクレジット銀行 AG

### 企業

#### WAREMA レンクホフ SE
Warema（旧 WAREMA レンクホフ SE）は、ブラインド技術のヨーロッパの先端企業で、全ての子会社を含めた本社をマルクトハイデンフェルトに置いている。この会社はマルクトハイデンフェルトおよびその周辺地域で最大の雇用主である。

#### プロクター・アンド・ギャンブル
また、世界最大の日用消費財メーカーであるプロクター・アンド・ギャンブルは、子会社ジレット（ブラウン）の電動歯ブラシの工場をこの街に置いている。さらに、アルトフェルト地区には中央配送倉庫を有している。

#### その他の工業企業
アウトバーン A3号線に近いアルトフェルト地区には、大規模な工業地区があり、国際的に活動する多くの企業が存在している。たとえば、自動車部品の ハイライトや、フランスのシュナイダーエレクトリックの工場などである。
1955年にマルクトハイデンフェルトで設立された Warema、1961年からこの街に進出しているブラウン、1949年に設立されたシュロイヌング印刷といった企業が大量の職場を何度も拡張し、あるいは創出してきた。エラウ（現在はシュナイダー・エレクトリックの一部）、ハイライト、オカルクス、デルモンテ、カミンズといった企業がこれに続いた。こうした企業はこの街に新たな住民を呼び寄せるだけでなく、産業税収入の継続的な増加をもたらしている。
社会保険支払い義務のある就労者の数は、2013年の9,748人から、2018年には11,612人にまで増加した。この街に住む社会保険支払い義務のある就労者は4,913人であった。従って、他の市町村からこの街に通勤する就労者は、この街から市外に通勤する就労者に比べて6,699人多い。日々の通勤者が多いことは、マルクトハイデンフェルトが周辺および関連地域の労働の中心となっていることを示している。

### 観光業
旧市街は、夏季においては特に、マイン自転車道やマイン＝タウバー＝フレンキシェ・ラート＝アヒター、さらにはハーフェンロールタールをたどってマルクトハイデンフェルトを目指すサイクリング客に人気の目的地である。さらにマイン川のクルーズ船が定期的に停泊し、これにより多くの観光客がマイン川沿いの街を知ることができる。数多くのホテルやペンション、キャンプ場が宿泊の機会を提供している。
2012年に体験型プール・ヴォネマーが開業した。このスポーツおよびファミリープールは、子供用プール、ファミリー向けプール、スポーツプールを備えている。また、長さ80 m のウォータースライダーもある。温泉コーナーには、塩泉浴槽（屋内、屋外）、シャワー室、クナイプ式浴槽、ジェットバス、噴水塔、グロッテ、休憩用ギャラリーがある。最寄りの階にはサウナやウェルネス・コーナーもある。夏にはこの他に、大規模に改装された屋外プールを使うこともできる。

### ワイン造り
ワイン造りは、経済的な意味はわずかであるが、文化的には高い意義を持つ。マルクトハイデンフェルトでワイン造りで生計を立てている人はわずかであるが、自己実現とローカルな生活様式という点では引き続き重要である。マルクトハイデンフェルトにあるブドウ山は、クロイツベルクとレープシュニットガルテンである。隣町のティーフェンシュタイン（ホムブルク・アム・マインおよびレングフルト）やエルレンバッハにおいては、ワイン造りはより重要性が高い。

### 教育
- マルクトハイデンフェルト市立図書館
- フリードリヒ＝フライシュマン基礎課程学校、マルクトハイデンフェルト
- オーベルンドルフ、ビシュブルン学校連盟の基礎課程・本課程学校
- ミッテルシューレ（本課程学校）・アム・マラディース
- 州立実科学校、マルクトハイデンフェルト
- バルタザール＝ノイマン＝ギムナジウム、マルクトハイデンフェルト
- 州立専門校学校・職業高等学校、マルクトハイデンフェルト
- マイン＝シュペッサルト郡の老人介護、病人看護学校、マルクトハイデンフェルト
- 聖キリアン養護学校、聖ニコラウス養護学校、マルクトハイデンフェルト
- 私立音楽学校 2校、市立音楽インスティテュート、マルクトハイデンフェルト
- マルクトハイデンフェルト市民大学

## 文化と見所

### 映画
マルクトハイデンフェルトには小さな映画館「ムービー・イム・ルイトポルトハウス」がある。この映画館は1996年に新館として建設された。この建物は、やはり1996年に建設されたルイポルトパサージュ内にある。ルイポルトパサージュは内市街や歩行者専用区域の近くにあり、店舗、オフィス、食堂が入っている。映画館は何度も拡張され、2スクリーンから4スクリーンとなり、合計客席数は400席である。その時のヒット映画の他に、スポーツイベント。旅行フィルム、世界の主要な劇場からのライブ配信が定期的に上映される。この映画館は地域作品に高い価値を置いており、自らの映画祭で賞を贈っている。

### 見所

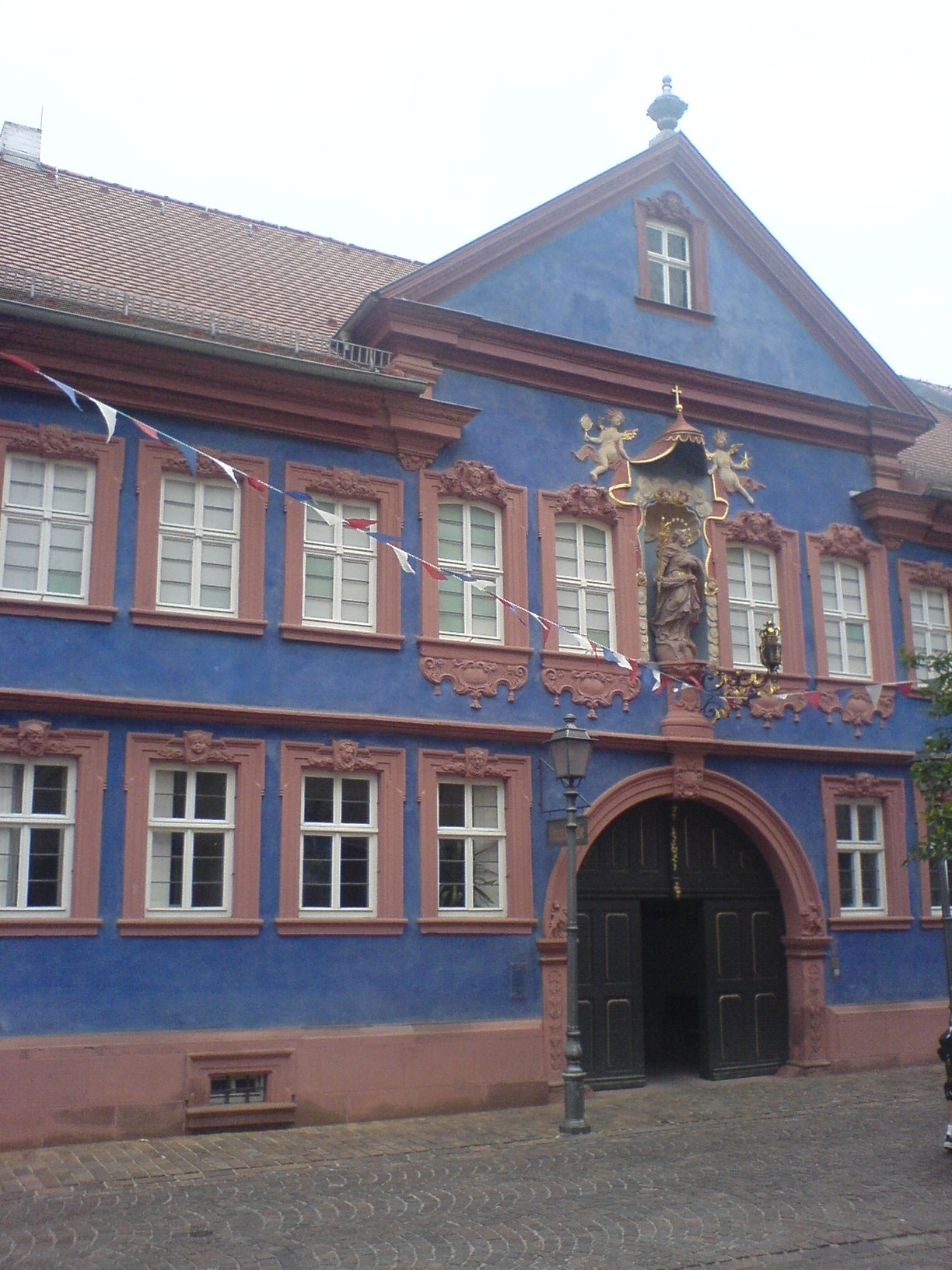
フランク＝ハウス

#### フランク＝ハウス
フランク＝ハウスは1745年に建設された。豪華で装飾豊かな紺青色のバロック時代の民家で、この街で最も重要な見所の一つである。
施主は、ワイン商人のフランツ・ヴァーレンティーン・フランク（1702年 - 1777年）である。そのために彼は、2軒の既存の木組み建築を拡張して、中庭に通じる円形アーチを持つ門によって1軒の建物に統合した。中庭の周りにグループ化された1階はワイン商のオフィスで、その上に居室があった。後にここに祝祭ホールが設けられた。この他に化粧漆喰仕立ての「赤いサロン」がある。フランクは1767年にこの建物を売却し、幾人かの持ち主を経た後、1987年に市の所有となった。市は1994年から1998年にかけてこの建物を改修した。
ファサードには、天使が運ぶ漆喰の天蓋の下に、砂岩製の無原罪の御宿り像が掲げられている。聖母は、右手に金色のユリの笏を持ち、蛇（原罪の象徴）を踏みつけている。1階の窓の楔石は、入り口の左側が4つの大陸、右側が4つの時代を表している。入り口のアーチの柱頭に楯を掲げる2頭の獅子が置かれている。楯には、建造年の1745と施主のイニシャル FVF が記されている。
修復の際に、建造時に忠実な色彩である紺青色のファサードが復元された。現在この建物は展覧会場として利用されている。祝祭ホールでは定期的に結婚式が開催されている。
大きなワイン樽がある旧ワイン貯蔵庫（1620年建造）へは中庭から行くことができる。この貯蔵庫はフランク＝ハウスよりも100年以上古い。
常設展示されているのは、「世界最小の図書館」と呼ばれるヴァーレンティン・カウフマンの遺品の一部である芸術的豆本コレクション、館に設えられた古い鍛冶工房、画家で工芸家のヘルマン・グラドルの生涯と作品を紹介する情報ルームがある。

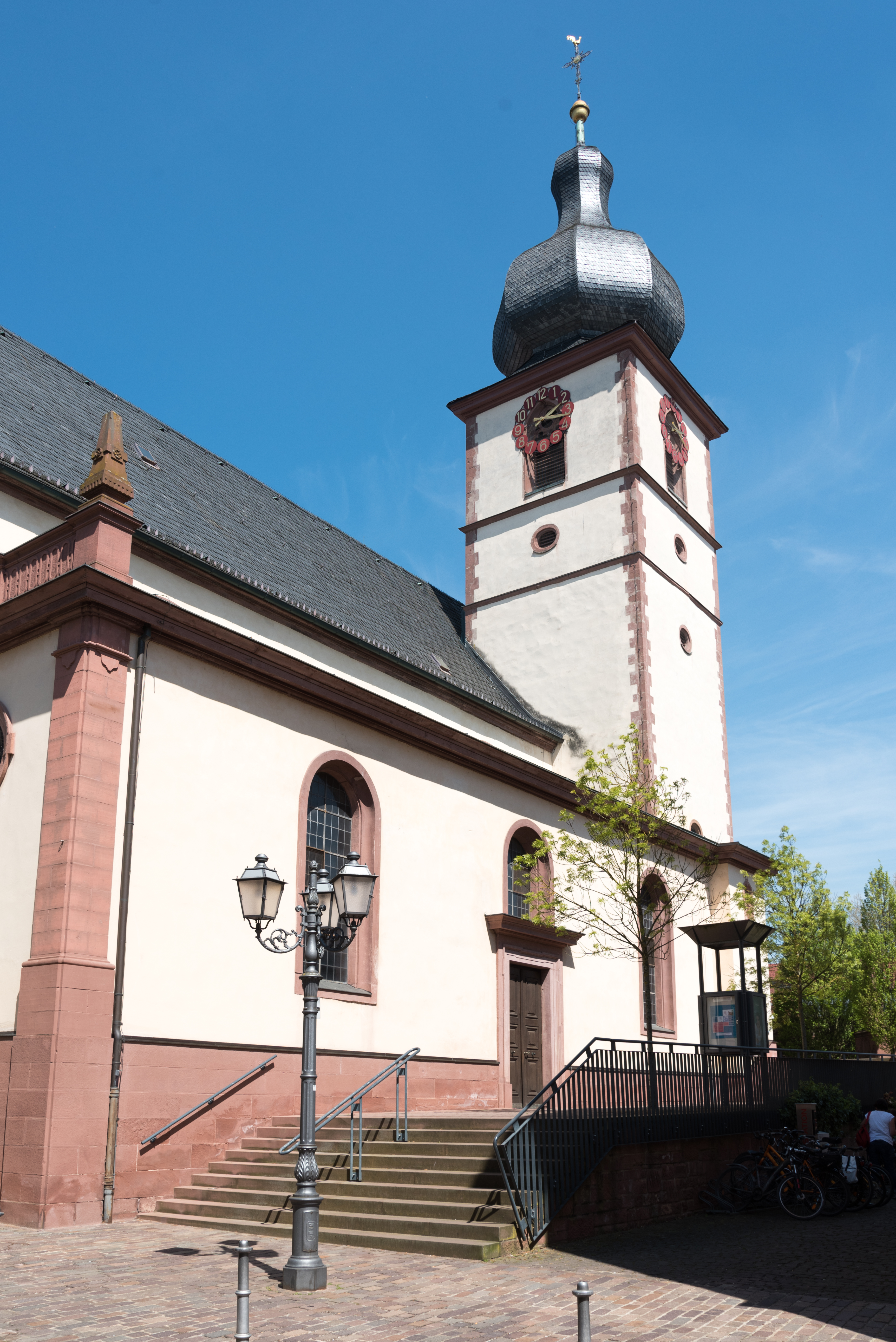
聖ラウレンティウス教会

#### 聖ラウレンティウス教会
聖ラウレンティウス教会では、700年以上前からたびたび工事が繰り返されてきた。全体は、ロマネスク様式、ゴシック様式、バロック様式、ネオバロック様式の4つの建築様式が見られる。それぞれの時代様式は古い建築と調和がとれるように組み込まれている。内陣の中世のフレスコ画や2基の16世紀の墓碑など多くの芸術史の発見がなされたこの教会はあたかも街の歴史書のようである。第二次世界大戦後、ブレーメン＝ヘーメリンゲンのオットー・グロッケン鋳造所は1951年に聖ラウレンティウス教会のために5つのブロンズ製の鐘を鋳造した。音程は D♭ - E♭ − F - B♭ で、総重量は約6トンある。

#### その他の見所
赤い砂岩の角石で造られた旧マイン橋は、19世紀半ば、バイエルン国王ルートヴィヒ1世の下で建造され、1845年に開通した。西側のたもとにはルートヴィヒ1世王の栄誉を称える胸像が設置されていたが、第二次世界大戦中に兵器製造のために鋳つぶされた。戦後新たな胸像が設置された。この古いアーチ橋の150年以上後に、ハンガーが交差する珍しい形のタイドアーチ橋である北橋が建設された。
この他の見所としては、歴史的木組み建築が建ち並ぶ旧市街、マイン川沿いのプロムナード、漁師の泉があるマルクト広場、クロイツベルクの1890年に完成したクロイツベルク礼拝堂がある。クロイツベルク礼拝堂へは、十字架の道行きをたどって到着する。

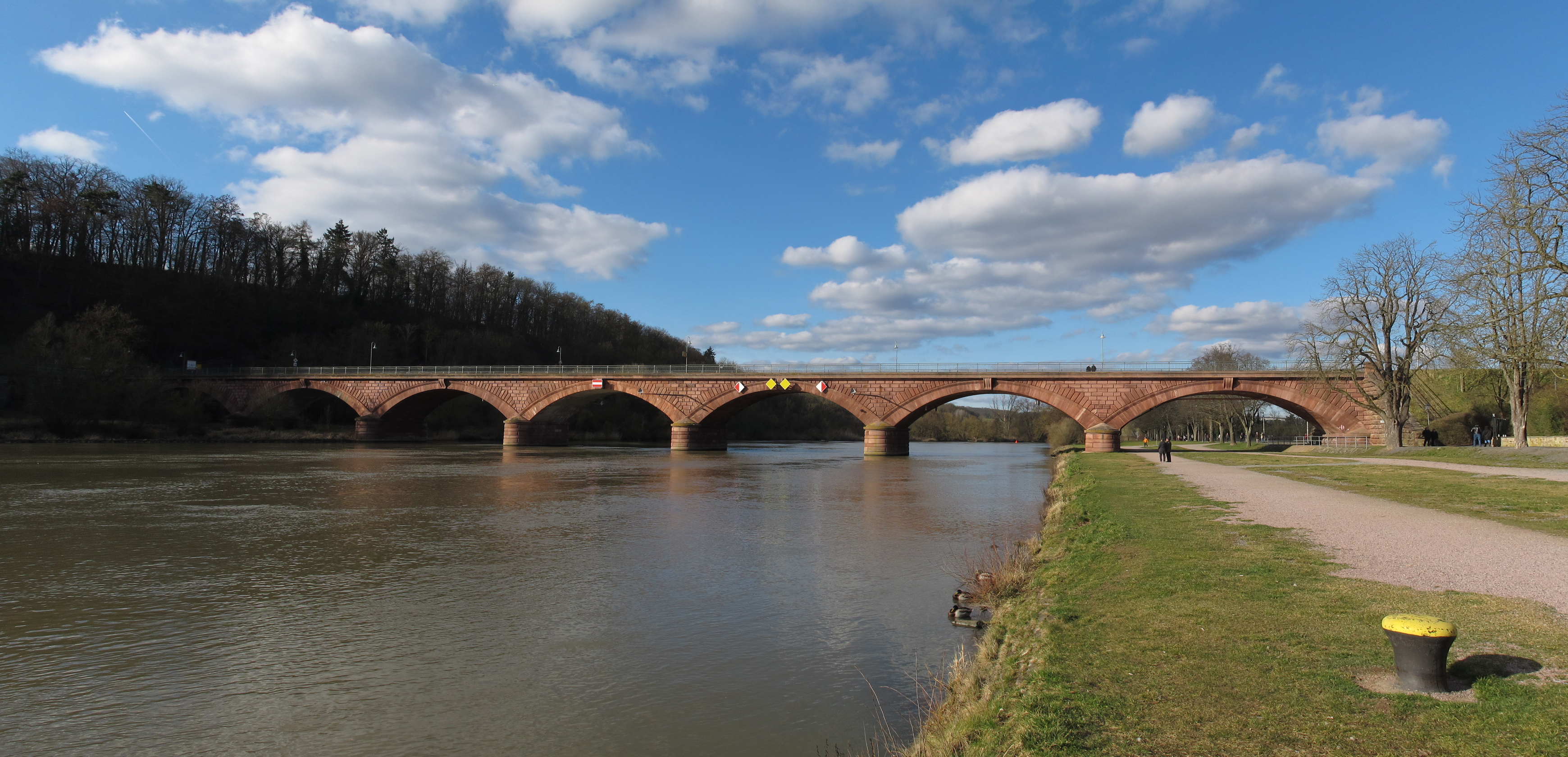
旧マイン橋
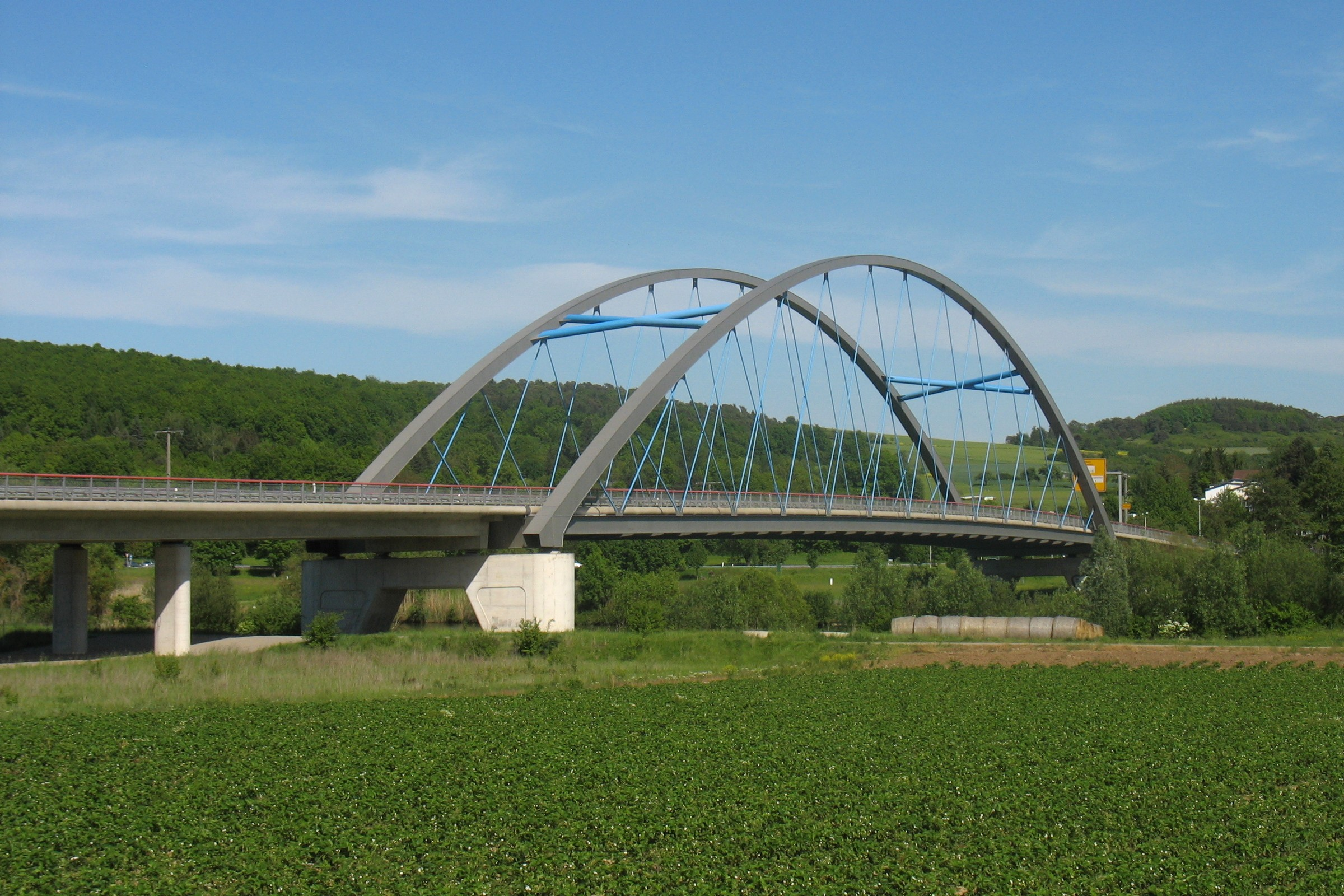
マイン川の北橋
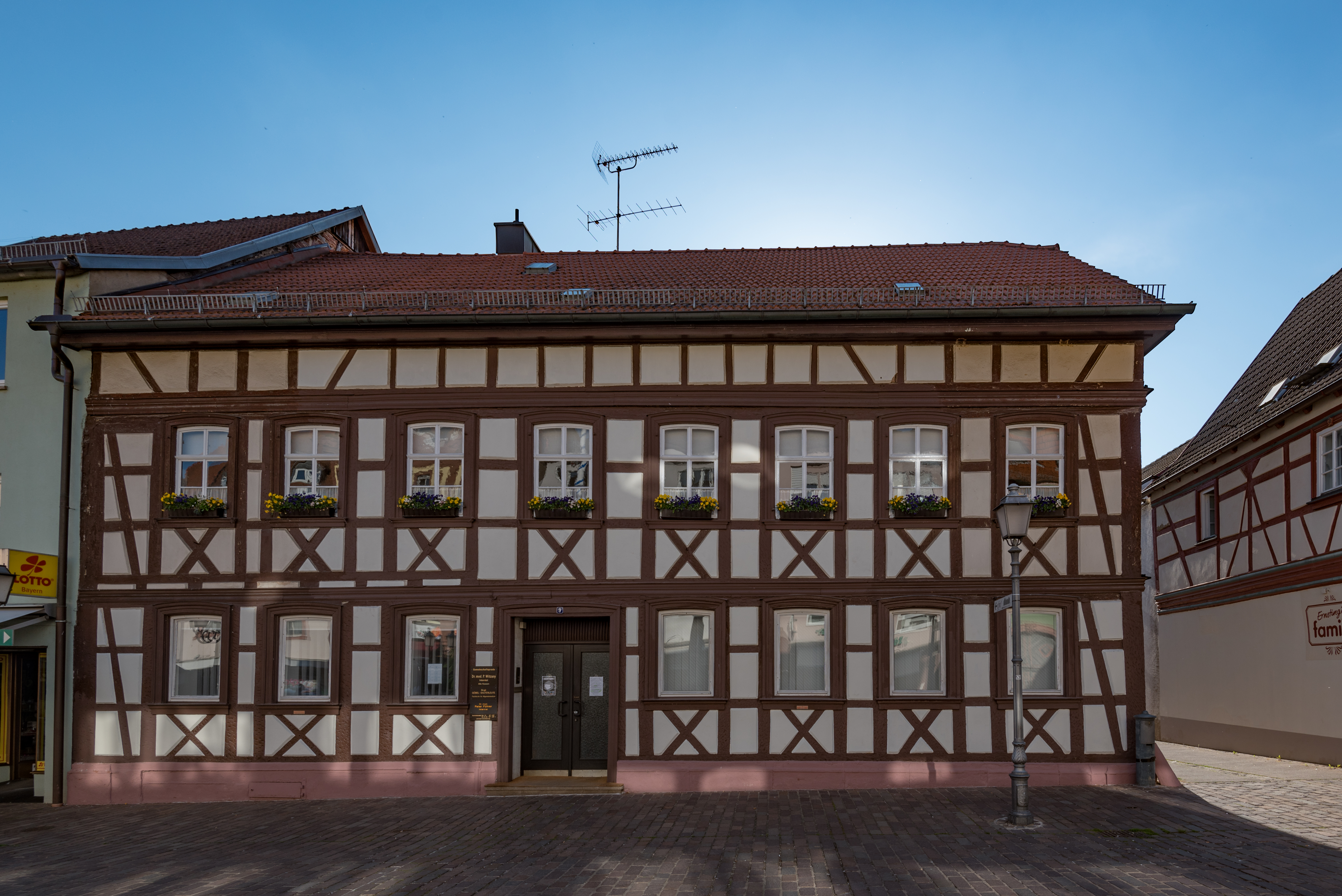
マルクト広場沿いの木組み建築

### 年中行事
7月から8月に多くの行事が行われる。たとえば、旧市街祭、カリブの夜、市立庭園での2度のコンサート、小火器射撃協会の伝統的な森の祭などである。森の祭はこの街の最も古い祭である。
8月の第1週末に炭焼き協会は、グラスオーフェン市区で伝統的なケーラーフェスト（炭焼き祭）を開催する。
8月には、10日間にわたってマルクトハイデンフェルトの民俗祭「ラウレンツィ＝メッセ」が開催される。この祭は2007年からマイン河畔ゲオルク＝マイヤー通りのの祝祭広場で開催されている。さらに移動遊園地、伝統的なビアテント、見本市のための4連テントなどがある。

## 人物

### 出身者
- フリードリヒ・フライシュマン（1766年 - 1798年）作曲家
- ペーター・キーゼヴェッター（ドイツ語版、英語版）（1945年 - 2012年）作曲家
- ターニャ・ハルト（1974年 - ）女子バレーボール選手

### ゆかりの人物
- ジークフリート・ヘルト（1942年 - ）サッカー選手。ジュニア時代から1963年まで TV マルクトハイデンフェルトに所属した。
- ローラント・マッテス（1950年 - 2019年）水泳選手。マルクトハイデンフェルトに住んだ。
- レギーナ・シュライヒャー（ドイツ語版、英語版）自転車競技選手。この街の学校で学んだ。